# Rue Washington
La rue Washington est une petite rue à sens unique du 8e arrondissement de Paris. 

## Situation et accès
Elle commence aux 104-114, avenue des Champs-Élysées, en face de l'avenue George-V, et se termine au 1, avenue de Friedland, au 179, boulevard Haussmann et rue d'Artois.
- La rue se terminait à l'origine rue du Faubourg-du-Roule (aujourd'hui rue du Faubourg-Saint-Honoré). Le dernier numéro impair était le no 67 et le dernier numéro pair le no 68[1].
- Les derniers numéros ont été emportés par le percement de l'avenue de Friedland et du boulevard Haussmann. Aujourd'hui, le dernier numéro impair est le no 51 et le dernier numéro pair, le no 48.

Le quartier est desservi par la ligne de métro 1 à la station George V.

## Histoire et origine du nom

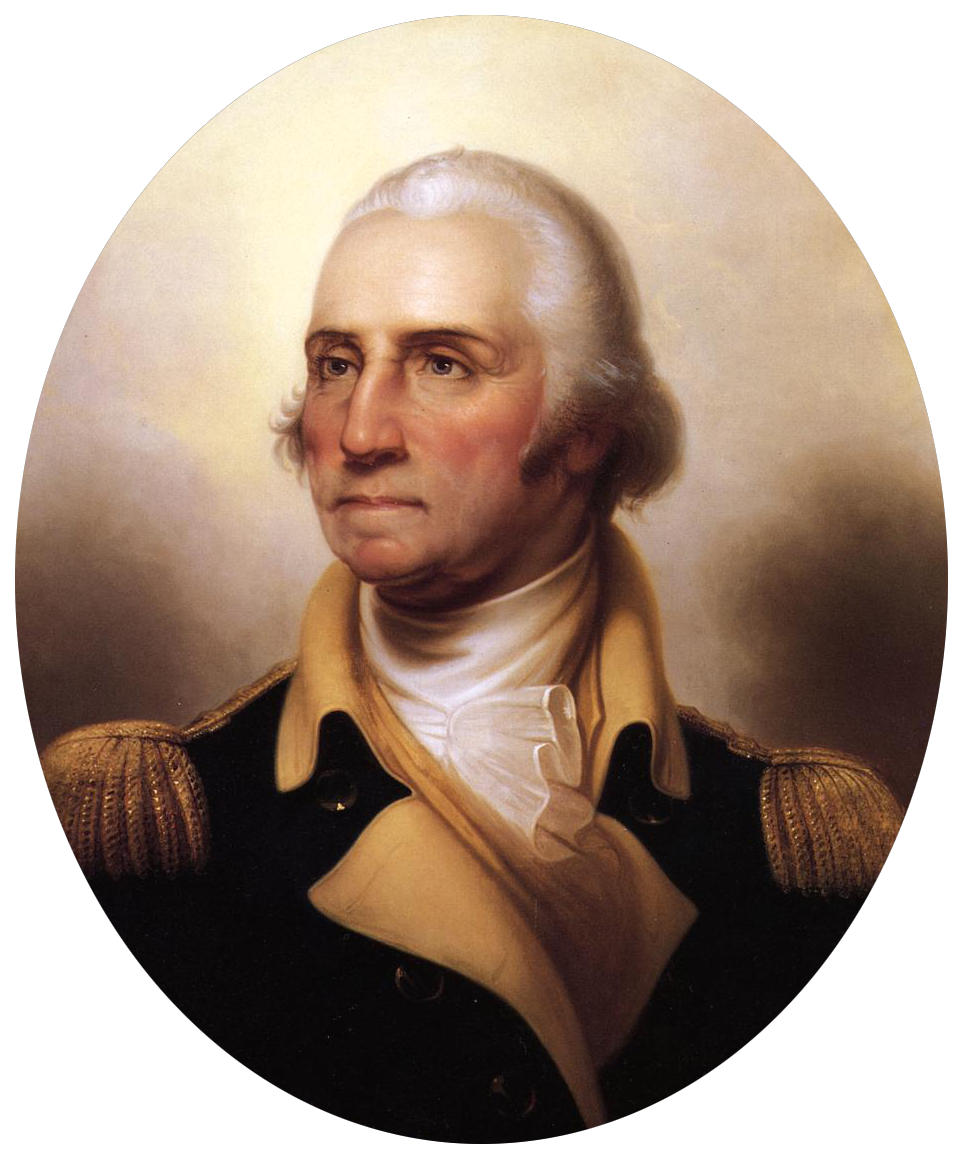
George Washington.

Elle porte ce nom en l'honneur de George Washington (1732-1799), premier président des États-Unis d'Amérique.
Cette voie est tracée en 1787 mais ne commence à être bâtie qu'en 1812. Une décision ministérielle du 6 nivôse an XII (27 décembre 1803) fixe la largeur minimale de la rue à 10,55 mètres.
Elle s’appelle alors passage du Tourniquet car un tourniquet empêchait la circulation des véhicules. Elle longe alors, du côté des numéros pairs, un vaste terrain appartenant à la congrégation de l'Oratoire, qui s'étend à l'est jusqu'à la rue de Berri. Pour cette raison, elle prend le nom de « rue Neuve-de-l'Oratoire » puis, en 1806, celui de « rue de l'Oratoire-des-Champs-Élysées », pour la distinguer de la rue de l'Oratoire-du-Louvre. 
Son relief en forme de butte est la conséquence de l’accumulation des terres de déblaiement provenant de l’arasement de la butte de l’Étoile de Chaillot.
En 1867, elle prend le nom de « rue Billault », en mémoire de l'homme politique Adolphe Billault (1805-1863). Elle reçoit sa dénomination actuelle par l'arrêté préfectoral du 16 août 1879. Il s'agit de dé-commémorer Adolphe Billault, lié au Second Empire. Le choix du nom de Washington s'explique par la proximité des Champs-Élysées, résidence favorite des Américains à Paris.

## Bâtiments remarquables et lieux de mémoire

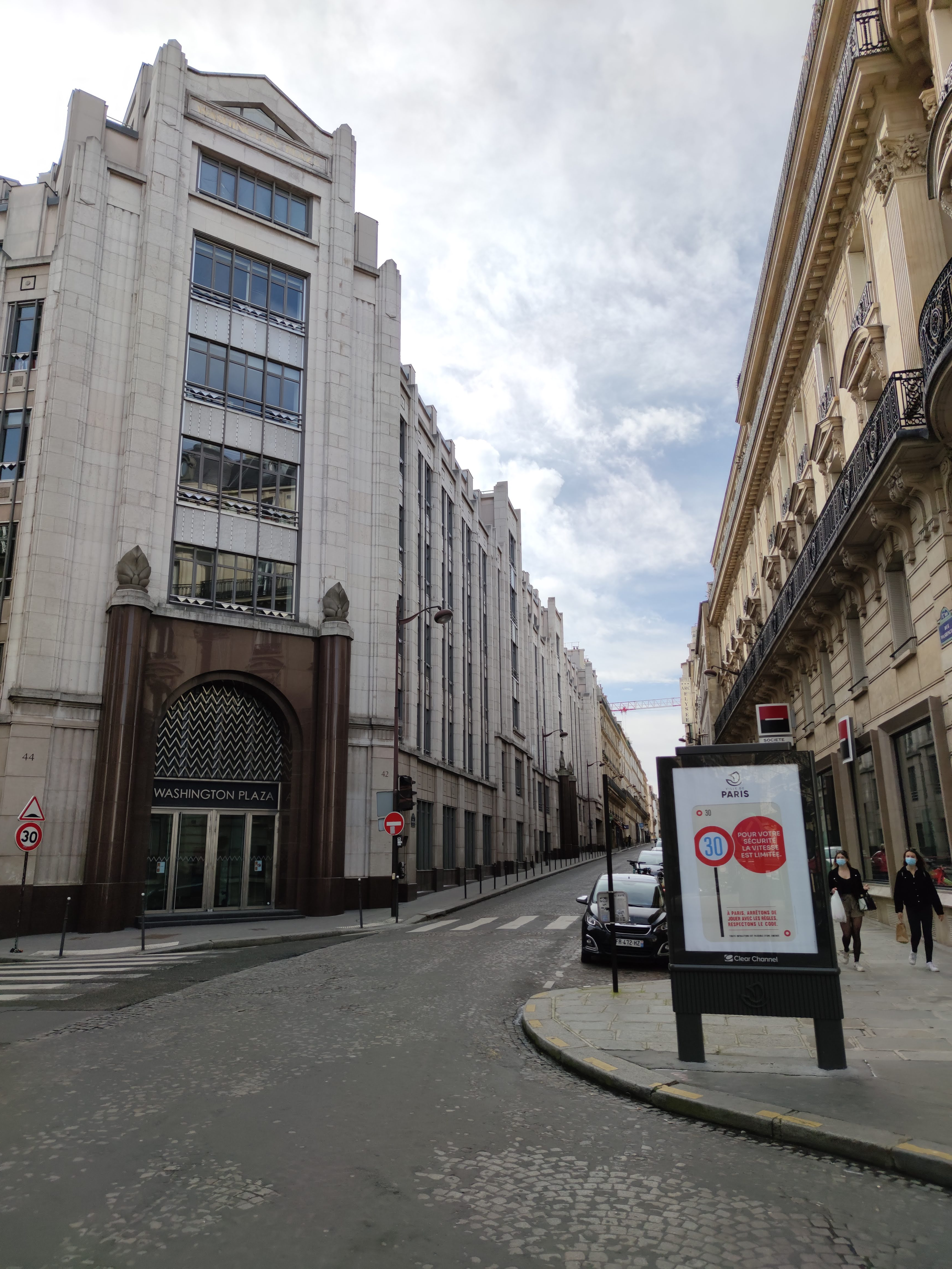
La rue Washington vue de l’avenue Friedland.

- No 5 : la femme de lettres roumaine Hélène Vacaresco y a vécu[5].
- No 11 : Jules-Émile Saintin y avait son atelier. Plaque commémorative : « Ici a été tué le 22 août 1944 André Delobelle lors des combats pour la libération de Paris. »
- Nos 12, 14 et 16 (et 5 et 5 bis rue de Berri) : ensemble d'immeubles contemporains avec, au rez-de-chaussée, l'aboutissement du passage couvert (XXe siècle) nommé « galerie Berri Washington » qui abrite des commerces et des restaurants (voir 5, rue de Berri).
- No 13 : immeuble dissimulant un passage privé planté de deux rangées de platanes qui commence par un escalier au fond de la cour arrière et aboutit au 11, rue Chateaubriand sur laquelle il ouvre par une grille. Le marquis de Rochegude signale en 1910, dans ce passage, plusieurs ateliers d'artistes dont celui du sculpteur Édouard-François Millet de Marcilly[6] et celui du peintre Frédéric de Madrazzo[7],[8].
- No 17 : l'acteur Raimu a vécu dans cet immeuble de 1934 à sa mort en 1946. Il avait sa cantine au Fouquet's, avenue des Champs-Élysées à l'angle de l'avenue George-V, presque en face du débouché de la rue Washington.
- No 19 : l'artiste peintre Marianne Clouzot (1908-2007) y a vécu dans les années 1935-1940.[réf. nécessaire]

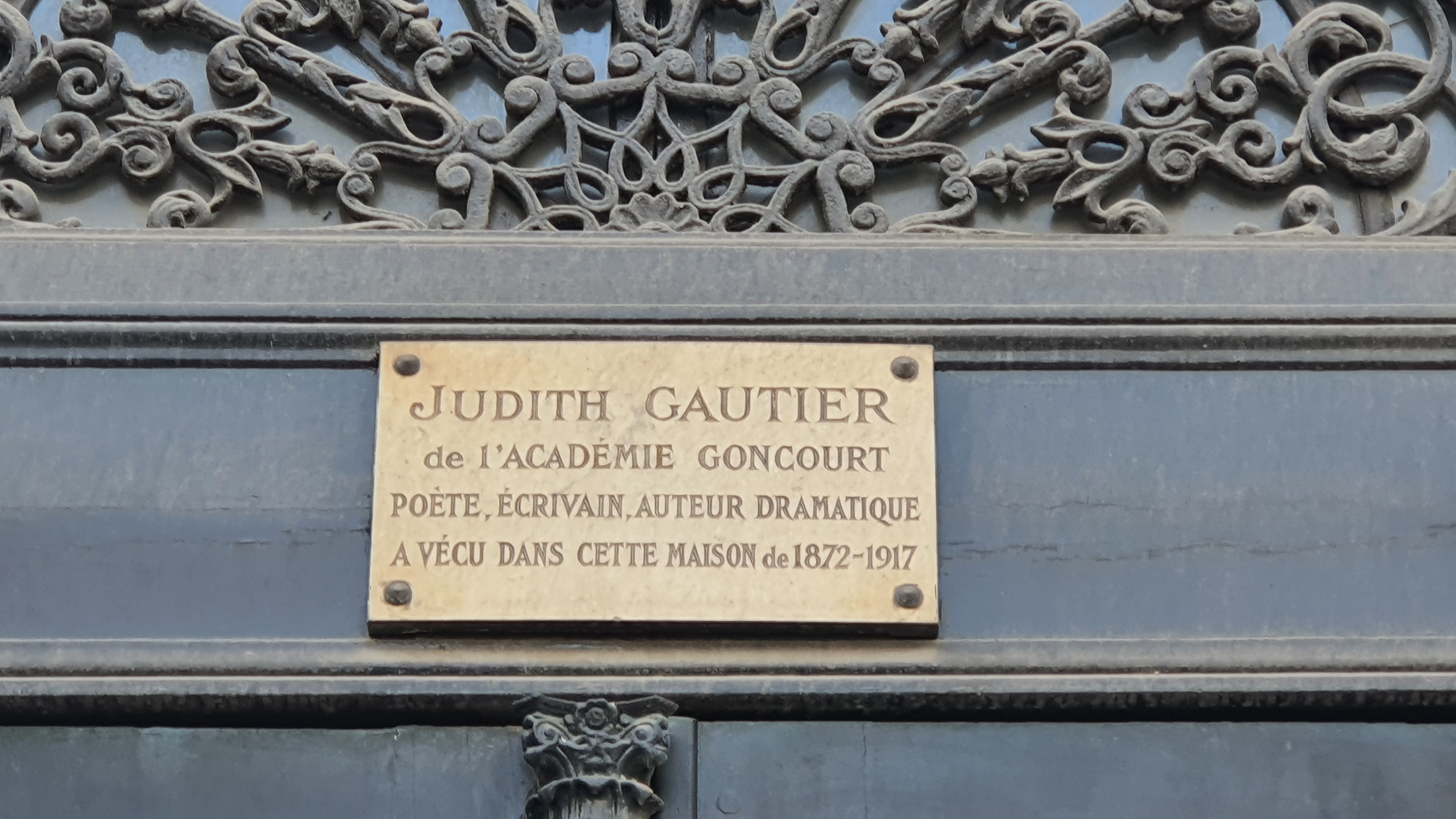
Plaque au no 30.

- No 30 : Judith Gautier (1845-1917) a vécu dans cet immeuble de 1872 à sa mort en 1917[7]. « Pour moi, se souvient André de Fouquières, j'ai bien souvent gravi cet escalier qui me menait au salon de Judith Gautier, un salon encombré de turqueries et autres bibelots d'Orient, ce qui l'apparentait assez à un bric-à-brac[9]. » Une plaque commémorative lui rend depuis hommage.
- No 34 : entrée de la cité Odiot, construite en 1848 et nommée en l'honneur de l'orfèvre Jean–Baptiste-Claude Odiot (1763-1850), qui y possédait un hôtel particulier aujourd'hui disparu[10]. Cette cité comprend une autre entrée au no 26 (cité J.-B.-C. Odiot). Autrefois, elle débouchait également au 13, rue de Berri. Elle comporte un square en cœur d'ilot. C'est là que résidait, sous le Second Empire, la célèbre voyante Blanche de Kerastel.
- No 35 : « Jolie cour pavée bordée d'écuries transformées en boxes[7]. »
- Nos 38-44 (et 29-31, rue de Berri) : immeuble Washington Plaza. Immeuble de bureaux de 60 000 m2 construit entre 1929 et 1932 à l'emplacement de l'hôtel de Casa-Riera et de ses jardins pour la société Shell par les architectes Lucien Bechmann (1880-1968) et Roger Chatenay qui voulaient transposer à l'échelle parisienne un building d'affaires new-yorkais. La vaste galerie commerciale qui reliait la rue Washington et la rue de Berri est aujourd'hui fermée au public.
- No 45 : en 1888, Anatole France, qui habitait alors rue Chalgrin, loua un appartement meublé dans cet immeuble pour y abriter ses amours avec madame de Caillavet[7].

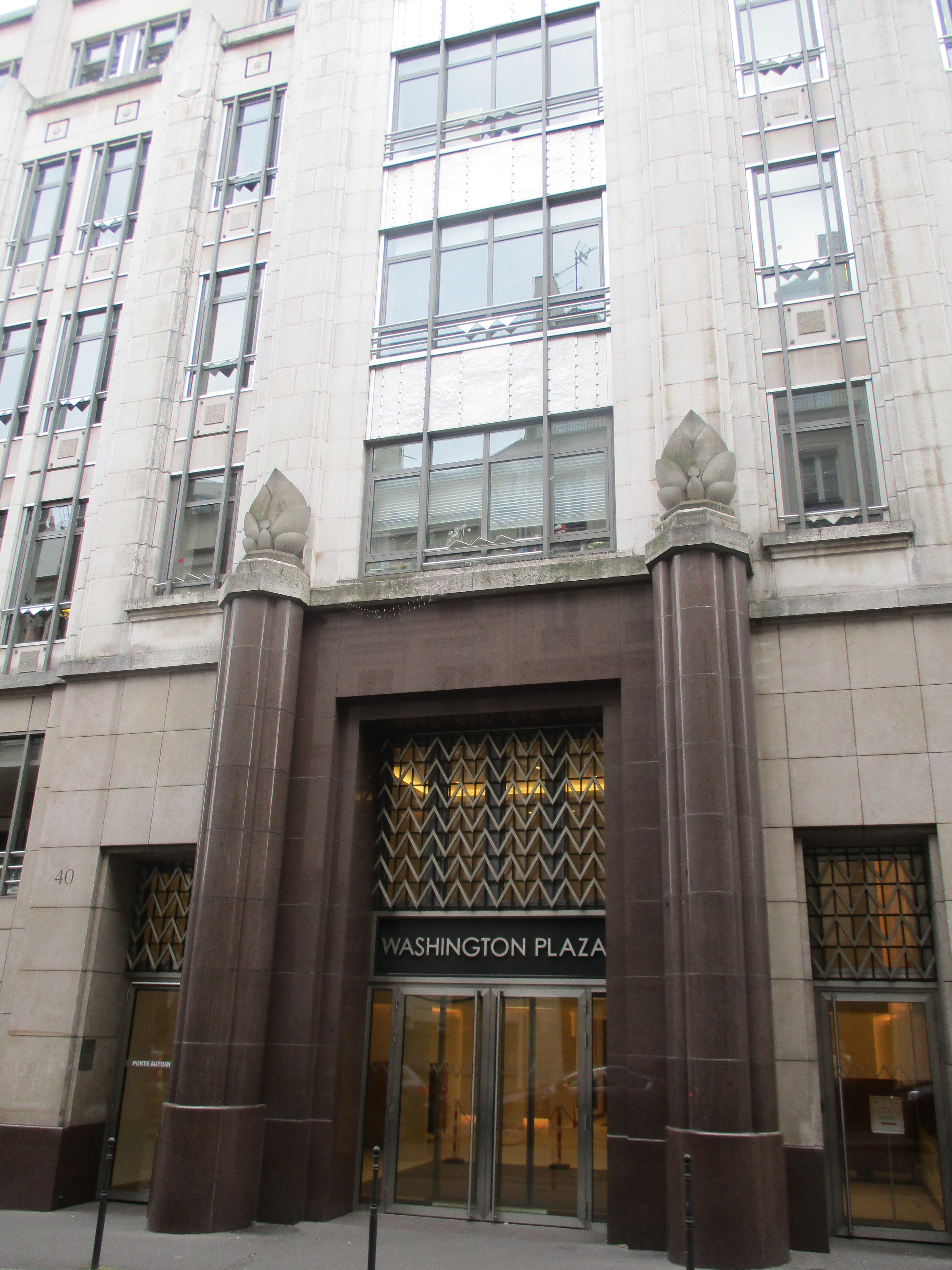
No 40 : immeuble Washington Plaza, ancien immeuble Shell.

### Bâtiments détruits
- No 20 : hôtel du prince de Hénin. Le jardin s'étendait jusqu'à la rue de Berri.
- No 42 : jardins de l'hôtel du marquis de Casa-Riera (29, rue de Berri).

### Habitants célèbres

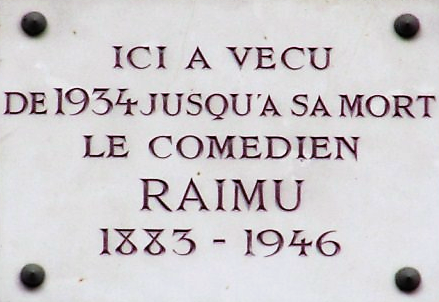
Plaque en hommage à Raimu.

- Paul Dukas (1865-1935), compositeur (no 31 puis no 41)[7],[11].
- Mary Garden (1874-1967), soprano écossaise (no 39)[12],[11].
- Judith Gautier (1845-1917), femme de lettres (no 30), de 1872 à 1917[11].
- François Guizot (1787-1874), homme politique (no 10).
- Charles Joseph Dumas-Vence (1823-1904), amiral français.
- Antoine Marie Albert Héron de Villefosse (1845-1919), archéologue, conservateur au musée du Louvre, membre de l'Académie des inscriptions et belles-lettres (no 16, bâtiment détruit)[13],[14],[8].
- Paul et Lucien Hillemacher, compositeurs (no 32)[7],[11].
- Raimu (1883-1946), acteur (no 17), de 1934 à 1946.
- P. de Roosmalen-Quesnel, artiste-peintre (no 21).
- Alberto Santos-Dumont (1873-1932), pionnier de l'aviation (no 9), entre 1898 et 1905[7].

### Anecdote
Le dernier album de Line Renaud sorti le 8 novembre 2010, s'intitule Rue Washington. Elle a choisi ce nom, en référence à deux événements : c'est au 14 de cette rue qu'elle signa, à 19 ans, son premier contrat et qu'elle rencontra Loulou Gasté, son mari ; et c'est au 10 de cette même rue que, bien des années plus tard, elle enregistra ce dernier album.